# إيفان غاليتش
إيفان غاليتش هو لاعب كرة قدم كرواتي في مركز نصف الجناح، ولد في 9 يناير 1995 في سلافونسكي برود في كرواتيا. لعب مع نادي لوكوموتيفا.

## وصلات خارجية
- إيفان غاليتش على موقع الاتحاد الأوربي (الإنجليزية)
- إيفان غاليتش على موقع قاعدة بيانات كرة القدم.إي يو (الإنجليزية)
- إيفان غاليتش على موقع Soccerway.com (الإنجليزية)
- إيفان غاليتش على موقع عالم كرة القدم.نت (الإنجليزية)